# Омбланвиј
Омбланвиј (фр. Amblainville) насеље је и општина у североисточној Француској у региону Пикардија, у департману Оаза која припада префектури Бове.
По подацима из 2011. године у општини је живело 1732 становника, а густина насељености је износила 82,55 становника/km². Општина се простире на површини од 20,98 km². Налази се на средњој надморској висини од 77 метара (максималној 145 m, а минималној 65 m).

## Демографија
| 1962. | 1968. | 1975. | 1982. | 1990. | 1999. | 2011. |
| ----- | ----- | ----- | ----- | ----- | ----- | ----- |
| 890   | 891   | 951   | 1.408 | 1.650 | 1.688 | 1.732 |

График промене броја становника у току последњих година